# Exocentrus lineatus
Exocentrus lineatus är en skalbaggsart som beskrevs av Bates 1873. Exocentrus lineatus ingår i släktet Exocentrus och familjen långhorningar. Inga underarter finns listade i Catalogue of Life.